# 週刊ストーリーランド
『週刊ストーリーランド』（しゅうかんストーリーランド）は、1999年10月14日から2001年9月13日まで日本テレビ系にて毎週木曜日に放送されたバラエティ番組。
長期にわたって放送された『マジカル頭脳パワー!!』に代わる、同時間帯としては5年半振りの新番組となった。

## 概要
視聴者から面白い話を募集し、アニメーション化して放送する。毎週3本または4本の短編アニメを常時日本語字幕付きで放送。
ストーリーは昔話や既存のショートショートなどのほか、視聴者によるオリジナルストーリーをアニメ化することもあった。作風は『世にも奇妙な物語』（フジテレビ系）に通ずるホラー・オカルトものや、探偵、恋愛、感動ものなど多岐に渡った。アニメはすべて一話完結ものだが、シリーズとして何作も作られたものもあった。アニメの製作陣及び声優陣には、長年活動して来た人物が多く起用された。
作品は基本的に全編を通してアニメだが、物語の冒頭などで一部に実写映像が挿入されることがあった。大半の物語は「どんでん返し」によって締めくくられた。
司会は俳優の西村雅彦が起用された。西村はこれが初の司会業であり、芝居で見せるユーモラスな面を一切見せず、番組の進行に徹した。
各ストーリーの放送の前には、司会者によるあらすじの紹介のほか、事前に作品を見た2・3人のゲストが感想や見所を語るパートを設け、またバラエティ番組らしく、CM前後に物語の展開がどうなるか、視聴者の関心を惹くように煽るテロップも加えられた。ただし後期からはゲストが出演する事はなくなった。
番組の最後には「あなたの知っている物語を大募集」として視聴者に応募を呼びかけ、採用者には最高で賞金50万円を出した。
視聴者の創作によるオリジナル作品（シナリオ）の採用が多かったが、あくまでも「アニメにして欲しい物語を教えて下さい」という形で募集しており、既に世に発表されている漫画や小説などのシナリオを紹介する投稿も可能。漫画や小説などを基にした作品については番組の最後に原作の紹介をしていたが、目立たない形だったため盗作と誤解されることもあった。
放送回数は2年間で56回+1回の合計57回にとどまったが、これはプロ野球の開催時期に巨人戦中継のため休止になることが多かったためである。プロ野球シーズン中は月一回程度の放送がほとんどで、2001年4月に至っては一度も放送されなかった。なお、第20回（2000年4月23日）は日曜日の放送で、それ以前に放送された6作品のストーリーを一部変更・追加して、タイトルに「完結編」「最終章」などと付けたものとなっている。
番外の「増刊」として2001年8月16日の16:00 - 16:50にも3作品が放送された。一部作品は文庫化や映像ソフト化もされた。最終回では「これからはスペシャルで復活します」とコメントし実際にエンディングで製作途中のアニメも流れたが、結局一度もスペシャルとして復活することなく2013年には日本テレビの公式サイトが削除された。
番組が終了してから長い間再放送などは一切行われていなかったが、2019年4月14日よりHuluとTVerで配信された。

## 出演者

### 司会
- 西村雅彦（現：西村まさ彦）[3]
- 笛吹雅子（当時：日本テレビアナウンサー）[3]

## 作品

### シリーズ
謎の老婆
世にも不思議な商品を購入した客が、その効力によって人生を一変させるというシリーズ。全28話放映。
視聴者や一部メディアでは「不思議な商品シリーズ」と称された。
女警部・神宮寺葉子
警視庁城北警察署の警部・神宮寺葉子と彼女の部下・江森宏治が犯行現場を調査しながら犯人を推理して事件を解決していく推理シリーズ。全14話放映。
『名探偵コナン』で有名な東京ムービー（現・トムス・エンタテインメント）制作で『金田一少年の事件簿』のBGMが使用されている。
神宮寺の声は小山茉美、神宮寺の部下である江森の声は中村大樹、事件の状況説明などをするナレーションは銀河万丈が担当。
事件の謎解きをする際、決まって「キーワードは5つ」と言ってトリックを解くヒントを提示する。放送時間の都合上、事件の真相を解く速さが尋常ではなく、視聴者に謎解きの時間をほとんど与えないことで有名。中盤からは決定的な証拠をあっという間に見つけたり、現実には到底不可能なトリックを用いたりするなど、強引なストーリー展開が目立つようになった。
神宮寺葉子
主人公。常にポーカーフェイスで慎重悠然なクールビューティー。45歳。既婚者で娘がいるものの、私生活はまったくの謎に包まれている。推理に集中すると目元をほじる、耳を触るといった癖を出す。決めゼリフは「これで全てが繋がった」。決して妥協しない姿勢を保ちつつ、「罪を憎んで人を愛する」信念の元、動機の質にかかわらず、推理後は犯人に追い打ちをかけたりせず、時に優しく過ちを指摘したり、抱擁することがある。犯人の逃亡を予測し、事前策を練っておくなど視野も広い。
江森宏治
葉子の部下。葉子のような推理力はなく、助手として活動。短絡的なところがあり、殺人事件を単なる自殺、事故死と決めつけてしまうのが玉に瑕。
名奉行・文さん
江戸の町奉行・松山文左衛門（愛称：文さん）が、住民たちの揉め事に際して面白い裁決を下すというシリーズ。全12話放映。
文さんの声は城山堅、ナレーションは島本須美が担当。奉行所の名前は「麹町奉行所」であり、これは当時日テレの本社屋があった場所に由来する。
松山文左衛門
主人公。好物は大福。好々爺のような振る舞いをしている名奉行だが、様々な問題を瞬時に解決するほどの切れ者である。不正には厳しいが、真心から悔い改める意思があるものには温情を見せることもある。
鈴森なんでも相談所
どんな悩み事でも奇抜な発想で解決する「鈴森なんでも相談所」の所長・鈴森太郎を主人公としたシリーズ。ことわざをヒントにした解決方法を依頼人に教えることが多かった。全8話放映。鈴森の声は宮澤正、ナレーションは荘真由美が担当。
三面記事太郎
通称「三面記事太郎」と呼ばれる新聞記者の三面記事の内容を紹介するシリーズ。全7話放映。太郎の声は伊藤健太郎（1 - 3話）・小野坂昌也（4 - 7話）が担当。
ニッポン人の川柳
いわゆる「サラリーマン川柳」を元にして話を展開させたシリーズ。全3話放映。ナレーションは青野武が担当。

### 単発
- 天国からのビデオレター（後に文庫化）
- この中で誰かが死ぬ（えんどコイチ原作）- 『死神くん』が原作。
- 殺し屋ですのよ（星新一原作）- 後に『世にも奇妙な物語 2004春の特別編』においても観月ありさ主演でドラマ化されたが、内容は大幅に異なる。
- 流血鬼（藤子・F・不二雄原作）
- 絶滅の島（藤子・F・不二雄原作）
- 彼氏の父親を愛してしまった私（原作およびアニメ化用プロット／アニメ化の顛末を記した小説）
- 殺意を生む騒音（釋英勝原作）- 『週刊ヤングジャンプ』（集英社）の『ハッピーピープル』内の「勉強はいい環境の元で◎」が原作
- ちいさな肩たたき券
- 出題タクシー
- 箱入り娘
- 真夏のお葬式
- 母ちゃんの弁当箱
- 赤いバラの秘密
- 幸せの留守番電話
- 出世食堂
- 三つの願い
- 当たりつき切符
- 危険な贈り物[4]

## 放送リスト
| 回   | 放送日          | 各話タイトル                                          | 制作               | 制作協力                            | 絵コンテ          | 演出         | 作画監督          |
| ---- | --------------- | ----------------------------------------------------- | ------------------ | ----------------------------------- | ----------------- | ------------ | ----------------- |
| 1    | 1999年 10月14日 | 謎のアルバイト                                        | シンエイ動画       | ベガエンタテイメント                | やすみ哲夫        | やすみ哲夫   | 丸山宏一          |
| 1    | 1999年 10月14日 | 三つの宝物                                            | 日本アニメーション | シナジー、サテライト                | 木村隆一          | 木村隆一     | 我妻宏            |
| 1    | 1999年 10月14日 | 乗り込んできた男                                      | シンエイ動画       | ベガエンタテイメント                | やすみ哲夫        | やすみ哲夫   | 丸山宏一          |
| 2    | 10月21日        | 動き出した大仏                                        | バップ             | OLM                                 | 毛利和昭          | 井硲清高     | 田口広一          |
| 2    | 10月21日        | 虎の好きな王様                                        | 東京ムービー       |                                     | 奥脇雅晴          | 大賀俊二     | 香西隆男          |
| 2    | 10月21日        | 使えないライター                                      | 東京ムービー       | 大賀俊二                            | 大賀俊二          | 平山智       |                   |
| 3    | 10月28日        | 天使の輪がみえる                                      | 日本アニメーション | シナジー、サテライト                | 木村隆一          | 木村隆一     | 我妻宏            |
| 3    | 10月28日        | こわれた土偶                                          | 東京ムービー       |                                     | 大賀俊二          | 大賀俊二     | 相馬満            |
| 3    | 10月28日        | 見えない隣人                                          | シンエイ動画       | ベガエンタテイメント                | 牛草健            | 牛草健       | 丸山宏一          |
| 4    | 11月4日         | 最終面接                                              | 東京ムービー       | 東京キッズ                          | 大原実            | 五月女有作   | 宇津木勇          |
| 4    | 11月4日         | あきすと少年                                          | シンエイ動画       | ノーサイド                          | 鈴木卓夫          | 鈴木卓夫     | 高田三郎          |
| 4    | 11月4日         | ほんとうのゴミ箱                                      | 東京ムービー       | マジックバス                        | 四分一節子        | 高橋滋春     | 小林ゆかり        |
| 5    | 11月11日        | 時効成立                                              | 東京ムービー       |                                     | 大賀俊二          | 大賀俊二     | 平山智            |
| 5    | 11月11日        | 消えた仏様                                            | 東京ムービー       | SSC                                 | 鈴木吉男          | 佐々木皓一   | 森利男            |
| 5    | 11月11日        | 彼氏の父親を愛してしまった私                          | シンエイ動画       | ベガエンタテイメント                | やすみ哲夫        | やすみ哲夫   | 丸山宏一          |
| 6    | 11月18日        | 103便SOS                                              | 日本アニメーション | シナジー、サテライト                | 小華和ためお      | 小華和ためお | 宇田川一彦        |
| 6    | 11月18日        | 妻への手紙                                            | シンエイ動画       | ノーサイド                          | 鈴木卓夫          | 鈴木卓夫     | 高田三郎          |
| 6    | 11月18日        | 使えない傘                                            | 東京ムービー       | マジックバス                        | 四分一節子        | 高橋滋春     | 小林ゆかり        |
| 7    | 11月25日        | ほんとうの留守番電話                                  | 東京ムービー       | 東京キッズ                          | 飯島正勝          | 飯島正勝     | 細山正樹          |
| 7    | 11月25日        | 約束した参観日                                        | 日本アニメーション | シナジー、サテライト                | 福島一三          | 福島一三     | 遠藤靖裕          |
| 7    | 11月25日        | いつかどこかでであった二人                            | 東京ムービー       | S・ジュニオ                         | 奥脇雅晴          | 佐土原武之   | 平山智            |
| 8    | 12月2日         | 天国への階段                                          | 東京ムービー       | SSC                                 | 矢野篤            | 佐々木皓一   | 平岡正幸          |
| 8    | 12月2日         | 開かずの扉                                            | 日本アニメーション | シナジー、サテライト                | 小華和ためお      | 小華和ためお | 高橋信也          |
| 8    | 12月2日         | 天才ゴキブリ登場                                      | シンエイ動画       | 京都アニメーション                  | 多田文男          | 多田文男     | 多田文男          |
| 9    | 12月9日         | 人類最後の男                                          | バップ             | OLM                                 | 井硲清高          | 井硲清高     | 田口広一          |
| 9    | 12月9日         | 父ちゃんはべっぴんさん                                | 日本アニメーション | シナジー、サテライト                | 福島一三          | 福島一三     | 我妻宏            |
| 9    | 12月9日         | 閉じこめられた三人                                    | シンエイ動画       | ベガエンタテイメント                | 牛草健            | 牛草健       | 丸山宏一          |
| 10   | 12月16日        | 月から見たかぐや姫                                    | 日本アニメーション | シナジー、サテライト                | 古川政美          | 古川政美     | 佐久間信計        |
| 10   | 12月16日        | 誰もこない予約席                                      | 日本アニメーション | サテライト                          | 三浦辰夫          | 三浦辰夫     | 三浦辰夫          |
| 10   | 12月16日        | 無敗の弁護士                                          | 東京ムービー       |                                     | 境南寿三郎        | 境南寿三郎   | 平山智            |
| 11   | 2000年 1月13日  | 余命半年                                              | 日本アニメーション | アートランド                        | 矢澤範雄          | 矢澤範雄     | 杉光登            |
| 11   | 2000年 1月13日  | 三つの願い                                            | バップ             | マッドハウス                        | 小島正幸          | 小島正幸     | 佐藤雄三          |
| 11   | 2000年 1月13日  | ぴったりのベルト                                      | 東京ムービー       |                                     | 奥脇雅晴          | 境南寿三郎   | 平山智            |
| 12   | 1月20日         | 300歳の王様                                           | シンエイ動画       | ノーサイド                          | やすみ哲夫        | 鈴木卓夫     | 高田三郎          |
| 12   | 1月20日         | 結婚式の写真                                          | 日本アニメーション | シナジージャパン                    | 木村隆一          | 木村隆一     | 高橋信也          |
| 12   | 1月20日         | この中の誰かが死ぬ                                    | 東京ムービー       | マジックバス                        | 四分一節子        | 高橋滋春     | 小澤郁 都築裕佳子 |
| 13   | 1月27日         | 絶滅の島                                              | シンエイ動画       | ベガエンタテイメント                | やすみ哲夫        | やすみ哲夫   | 丸山宏一          |
| 13   | 1月27日         | 一番大きなリンゴ                                      | 東京ムービー       | 東京キッズ                          | 五月女有作        | 五月女有作   | 松岡秀明          |
| 13   | 1月27日         | 危険な贈り物                                          | シンエイ動画       | ベガエンタテイメント                | 牛草健            | 牛草健       | 丸山宏一          |
| 14   | 2月3日          | 秘密の館                                              | 東京ムービー       | SSC                                 | 小田仁            | 佐々木皓一   | 梶浦紳一郎        |
| 14   | 2月3日          | 山の中の郵便受け                                      | 日本アニメーション | サテライト                          | 阿部司            | 阿部司       | 鷲田敏弥          |
| 14   | 2月3日          | 殺し屋ですのよ                                        | 日本アニメーション | シナジージャパン                    | 福島一三          | 福島一三     | 宇田川一彦        |
| 15   | 2月10日         | みんなの願い                                          | シンエイ動画       | イマジン                            | やすみ哲夫        | やすみ哲夫   | 倉嶋大康          |
| 15   | 2月10日         | 逆転                                                  | シンエイ動画       | ノーサイド                          | 鈴木卓夫          | 鈴木卓夫     | 高田三郎          |
| 15   | 2月10日         | すすんでる帽子                                        | 東京ムービー       |                                     | 浜津守            | 佐土原武之   | 平山智            |
| 16   | 2月17日         | 兵士の約束                                            | 日本アニメーション | シナジージャパン                    | 木村隆一          | 木村隆一     | 我妻宏            |
| 16   | 2月17日         | 逃走の道                                              | 東京ムービー       |                                     | 小田仁            | 矢野篤       | 小田仁            |
| 16   | 2月17日         | 離婚の前夜に…                                         | 東京ムービー       | 浜津守                              | 浜津守            | 平山智       |                   |
| 17   | 2月24日         | 狙われたテレビ局                                      | シンエイ動画       | ベガエンタテイメント                | やすみ哲夫        | 渡辺健一郎   | 丸山宏一          |
| 17   | 2月24日         | 奇跡のマジシャン                                      | 東京ムービー       | マジックバス                        | 江上潔            | 高橋滋春     | 小澤郁            |
| 17   | 2月24日         | 正直なパソコン                                        | 東京ムービー       | 東京キッズ                          | 五月女有作        | 五月女有作   | 佐藤真二          |
| 18   | 3月2日          | 相続のゆくえ                                          | 東京ムービー       | 東京キッズ                          | 飯島正勝          | 飯島正勝     | 松岡秀明          |
| 18   | 3月2日          | 誘拐の罠                                              | 日本アニメーション | シナジージャパン                    | 神戸守            | 神戸守       | 高橋信也          |
| 18   | 3月2日          | 母ちゃんの弁当箱                                      | 日本アニメーション | シナジージャパン                    | 福島一三          | 福島一三     | 我妻宏            |
| 19   | 3月9日          | 帰ってきた侍                                          | 日本アニメーション | サテライト                          | 入好さとる        | 入好さとる   | 小丸敏之          |
| 19   | 3月9日          | 悲しい完全犯罪                                        | シンエイ動画       | プロダクション・アイジー            | 鹿島典夫          | 貞光紳也     | 小村方宏治        |
| 19   | 3月9日          | 終わらない水                                          | 東京ムービー       | SSC                                 | 奥山憲史          | 佐々木皓一   | 上村栄司          |
| 20   | 4月23日         | 悲しい完全犯罪 〜完結版〜                             |                    |                                     |                   |              |                   |
| 20   | 4月23日         | 約束した参観日 —最終章—                               |                    |                                     |                   |              |                   |
| 20   | 4月23日         | 新・ぴったりのベルト                                  |                    |                                     |                   |              |                   |
| 20   | 4月23日         | 消えた仏様 完結編                                     |                    |                                     |                   |              |                   |
| 20   | 4月23日         | 無敗の弁護士 新バージョン                             |                    |                                     |                   |              |                   |
| 20   | 4月23日         | 母ちゃんの弁当箱 〜特別篇〜                           |                    |                                     |                   |              |                   |
| 21   | 4月27日         | 疑われた訪問者                                        | バップ             | スタジオぴえろ                      | 案納正美          | 案納正美     | 石倉敬一          |
| 21   | 4月27日         | 龍のいけにえ                                          | 東京ムービー       | マジックバス                        | 高橋滋春          | 高橋滋春     | 小澤郁 都築裕佳子 |
| 21   | 4月27日         | 天国からのビデオレター                                | シンエイ動画       | 陸演隊                              | 寺東克己          | 岡尾貴洋     | 乙幡忠志          |
| 22   | 5月11日         | 最後の大仕事                                          | シンエイ動画       | ノーサイド                          | 鈴木卓夫          | 鈴木卓夫     | 高田三郎          |
| 22   | 5月11日         | いるはずのない同級生                                  | シンエイ動画       | ノーサイド                          | やすみ哲夫        | 鈴木卓夫     | 高田三郎          |
| 22   | 5月11日         | しつけのパジャマ                                      | 東京ムービー       | SSC                                 | 越智一裕          | 佐々木皓一   | 上村栄司          |
| 23   | 6月22日         | 謎の通信販売                                          | 東京ムービー       |                                     | 浜津守            | 佐土原武之   | 平山智            |
| 23   | 6月22日         | うなぎのにおい                                        | シンエイ動画       | ベガエンタテイメント                | やすみ哲夫        | やすみ哲夫   | 丸山宏一          |
| 23   | 6月22日         | 最後のオリンピック                                    | 日本アニメーション | シナジージャパン                    | 木村隆一          | 木村隆一     | 我妻宏            |
| 24   | 6月29日         | 奪われた宝くじ                                        | シンエイ動画       | ベガエンタテイメント                | 牛草健            | 牛草健       | 丸山宏一          |
| 24   | 6月29日         | 旅人と四人の小僧                                      | 東京ムービー       | マジックバス                        | 高橋滋春          | 高橋滋春     | 都築裕佳子        |
| 24   | 6月29日         | 暗闇の悲劇                                            | シンエイ動画       | イマジン                            | 牛草健            | 横山広実     | 渡辺和夫          |
| 25   | 7月6日          | がまん競べ                                            | シンエイ動画       | ベガエンタテイメント                | やすみ哲夫        | やすみ哲夫   | 丸山宏一          |
| 25   | 7月6日          | 季節はずれのクリスマス                                | シンエイ動画       | 京都アニメーション                  | 善聡一郎          | 山本寛       | 池田和美          |
| 25   | 7月6日          | ついてるハンカチ                                      | 東京ムービー       |                                     | 浜津守            | 岡崎幸男     | 平山智            |
| 26   | 7月13日         | 消えた勇者                                            | 日本アニメーション | シナジージャパン                    | 神戸守            | 神戸守       | 宇田川一彦        |
| 26   | 7月13日         | 赤い薔薇の秘密                                        | 日本アニメーション | シナジージャパン                    | 黒川文男          | 黒川文男     | 遠藤靖裕          |
| 26   | 7月13日         | おくれるリモコン                                      | 東京ムービー       | SSC                                 | 竹内啓雄          | 佐々木皓一   | 上村栄司          |
| 27   | 7月27日         | 死者からのメッセージ                                  | 東京ムービー       |                                     | 浜津守            | 浜津守       | 平山智            |
| 27   | 7月27日         | 値打ちのある猫                                        | 東京ムービー       | 東京キッズ                          | 大庭秀昭          | 大庭秀昭     | 松岡秀明          |
| 27   | 7月27日         | 出世食堂                                              | 日本アニメーション |                                     | 福島一三          | 福島一三     | 小丸敏之          |
| 28   | 8月3日          | はやくなるサングラス                                  | 東京ムービー       | マジックバス                        | 高橋滋春          | 高橋滋春     | 山沢実            |
| 28   | 8月3日          | 静かな毒の死体                                        | 東京ムービー       |                                     | 浜津守            | 佐土原武之   | 平山智            |
| 28   | 8月3日          | 真夏のお葬式                                          | シンエイ動画       | ベガエンタテイメント                | やすみ哲夫        | やすみ哲夫   | 丸山宏一          |
| 29   | 9月7日          | 老人と犬と少年                                        | 東京ムービー       |                                     | 竹内啓雄          | 大賀俊二     | 平山智            |
| 29   | 9月7日          | 人になった馬                                          | シンエイ動画       | ベガエンタテイメント                | 牛草健            | 牛草健       | 丸山宏一          |
| 29   | 9月7日          | ひかる地図                                            | 東京ムービー       | 東京キッズ                          | 大庭秀昭          | 大庭秀昭     | 松岡秀明          |
| 30   | 9月21日         | ふえるほうき                                          | 東京ムービー       | マジックバス                        | 前島健一          | 熨斗谷充孝   | 都築裕佳子        |
| 30   | 9月21日         | 姿なき放火犯                                          | 東京ムービー       |                                     | 浜津守            | 岡崎幸男     | 平山智            |
| 30   | 9月21日         | ちいさな肩たたき券                                    | 日本アニメーション | シナジージャパン                    | 福島一三          | 福島一三     | 我妻宏            |
| 31   | 10月12日        | かえすマスク                                          | 東京ムービー       | 東京キッズ                          | 大庭秀昭          | 大庭秀昭     | 松岡秀明          |
| 31   | 10月12日        | 結婚したい女                                          | 日本アニメーション |                                     | 箕ノ口克己        | 箕ノ口克己   | 我妻宏            |
| 31   | 10月12日        | 母親さがし                                            | シンエイ動画       | やすみ哲夫                          | やすみ哲夫        | 丸山宏一     |                   |
| 32   | 10月19日        | なくなるファンレター                                  | 東京ムービー       | SSC                                 | 矢野篤            | 佐々木皓一   | 上村栄司          |
| 32   | 10月19日        | ロープの疑惑                                          | 東京ムービー       |                                     | 浜津守            | 佐土原武之   | 平山智            |
| 32   | 10月19日        | 少女の願い 私を殺して                                 | シンエイ動画       | 陸演隊                              | 岡尾貴洋          | 岡尾貴洋     | 乙幡忠志          |
| 33   | 11月2日         | 大金の誘惑                                            | 日本アニメーション | スタジオディーン                    | 福島宏之          | 福島宏之     | 河南正昭          |
| 33   | 11月2日         | 一束の稲                                              | シンエイ動画       | ベガエンタテイメント                | やすみ哲夫        | やすみ哲夫   | 丸山宏一          |
| 33   | 11月2日         | お父さんの靴                                          | シンエイ動画       | 京都アニメーション                  | 山本寛            | 山本寛       | 池田和美          |
| 34   | 11月16日        | おちるワイン                                          | 東京ムービー       | 東京キッズ                          | 大庭秀昭          | 大庭秀昭     | 祝浩司            |
| 34   | 11月16日        | 鈴森なんでも相談所                                    | 日本アニメーション | 陸演隊                              | 岡尾貴洋          | 岡尾貴洋     | 乙幡忠志          |
| 34   | 11月16日        | 鬼より恐いもの                                        | 日本アニメーション | シナジージャパン                    | 神戸守            | 神戸守       | 椛島義夫          |
| 34   | 11月16日        | 呪いの銃弾                                            | 東京ムービー       |                                     | 浜津守            | 佐土原武之   | 平山智            |
| 35   | 11月23日        | 私になりたい女                                        | シンエイ動画       | ベガエンタテイメント                | 牛草健            | 牛草健       | 丸山宏一          |
| 35   | 11月23日        | 正直太鼓                                              | シンエイ動画       | ベガエンタテイメント                | やすみ哲夫        | やすみ哲夫   | 丸山宏一          |
| 35   | 11月23日        | 幸せの留守番電話                                      | サテライト         |                                     | 阿部司            | 阿部司       | 君塚勝教          |
| 36   | 11月30日        | 集めるまんじゅう                                      | 東京ムービー       | SSC                                 | 矢野篤            | 松浦錠平     | 小田仁平          |
| 36   | 11月30日        | 寒がりな死体                                          | 東京ムービー       |                                     | 岡崎幸男          | 岡崎幸男     | 平山智            |
| 36   | 11月30日        | 母ちゃんの屋台                                        | シンエイ動画       | 京都アニメーション                  | やすみ哲夫        | 山本寛       | 池田和美          |
| 37   | 12月7日         | 意外な隠し場所                                        | シンエイ動画       | ベガエンタテイメント                | やすみ哲夫        | やすみ哲夫   | 丸山宏一          |
| 37   | 12月7日         | 大江戸団子                                            | シンエイ動画       | ベガエンタテイメント                | 牛草健            | 牛草健       | 丸山宏一          |
| 37   | 12月7日         | 家事三級                                              | シンエイ動画       | ベガエンタテイメント                | やすみ哲夫        | 牛草健       | 丸山宏一          |
| 38   | 12月14日        | 殺意を生む騒音                                        | 日本アニメーション | シナジージャパン                    | 神戸守            | 神戸守       | 須藤裕子          |
| 38   | 12月14日        | 鈴森なんでも相談所                                    | 日本アニメーション | 陸演隊                              | 岡尾貴洋          | 岡尾貴洋     | 乙幡忠志          |
| 38   | 12月14日        | 最後の年賀状                                          | 東京ムービー       | 東京キッズ                          | 大庭秀昭          | 大庭秀昭     | 松岡秀明          |
| 38   | 12月14日        | 囮のマンホール                                        | 東京ムービー       | マジックバス                        | 浜津守            | 高橋滋春     | 清水恵蔵          |
| 39   | 2001年 1月11日  | ミイラ殺人事件                                        | 東京ムービー       |                                     | 浜津守            | 佐土原武之   | 平山智            |
| 39   | 2001年 1月11日  | しあわせホテル                                        | スタジオぴえろ     | 案納正美                            | 案納正美          | 大河原晴男   |                   |
| 39   | 2001年 1月11日  | かくワラ人形                                          | 東京ムービー       | 東京キッズ                          | 大庭秀昭          | 大庭秀昭     | 松岡秀明          |
| 40   | 1月18日         | 生み出すニワトリ                                      | 東京ムービー       |                                     | 浜津守            | 岡崎幸男     | 相馬満            |
| 40   | 1月18日         | 鈴森なんでも相談所・人捜しの方法                      | 日本アニメーション | 陸演隊                              | 岡尾貴洋          | 岡尾貴洋     | 乙幡忠志          |
| 40   | 1月18日         | 江戸で一番口の軽い男                                  | シンエイ動画       | ベガエンタテイメント                | やすみ哲夫        | やすみ哲夫   | 丸山宏一          |
| 40   | 1月18日         | ニッポン人の川柳・忘年会で一句                        | シンエイ動画       |                                     | やすみ哲夫        | やすみ哲夫   |                   |
| 40   | 1月18日         | ニッポン人の川柳・夫婦ゲンカで一句                    | シンエイ動画       |                                     | やすみ哲夫        | やすみ哲夫   |                   |
| 40   | 1月18日         | 天国からのビデオレター・完全版                        | シンエイ動画       | 陸演隊                              | 寺東克己 岡尾貴洋 | 岡尾貴洋     | 乙幡忠志          |
| 41   | 1月25日         | 女医の罪                                              | 東京ムービー       | 東京キッズ                          | 飯島正勝          | 飯島正勝     | 松岡秀明          |
| 41   | 1月25日         | あこがれのカーテン                                    | 東京ムービー       | 東京キッズ                          | 大庭秀昭          | 大庭秀昭     | 松岡秀明          |
| 41   | 1月25日         | 恩返し銭湯                                            | 日本アニメーション | 陸演隊                              | 岡尾貴洋          | 岡尾貴洋     | 乙幡忠志          |
| 42   | 2月1日          | 温泉旅館殺人事件                                      | 東京ムービー       | マジックバス                        | 前島健一          | 前島健一     | 清水恵蔵          |
| 42   | 2月1日          | ネズミの婿さがし                                      | 日本アニメーション |                                     | 福島一三          | 福島一三     | 椛島義夫          |
| 42   | 2月1日          | 三面記事太郎・ドライヤーで強盗撃退                    | 日本アニメーション | 陸演隊                              | 岡尾貴洋          | 岡尾貴洋     | 岡村正弘          |
| 42   | 2月1日          | 最後のリクエスト                                      | シンエイ動画       | 京都アニメーション                  | やすみ哲夫        | 山本寛       | 池田和美          |
| 43   | 2月8日          | 水鉄砲殺人事件                                        | 東京ムービー       | 東京キッズ                          | 飯島正勝          | 飯島正勝     | 才木康寛          |
| 43   | 2月8日          | へんてこ博物館 〜幸せの毒薬〜                         | シンエイ動画       | ベガエンタテイメント                | やすみ哲夫        | やすみ哲夫   | 高橋昇            |
| 43   | 2月8日          | 鈴森なんでも相談所 〜外灯〜                           | 日本アニメーション | 陸演隊                              | 岡尾貴洋          | 岡尾貴洋     | 乙幡忠志          |
| 43   | 2月8日          | 出題タクシー                                          | 日本アニメーション |                                     | 福島一三          | 福島一三     | 平岡正幸          |
| 44   | 2月15日         | 手錠の謎                                              | シンエイ動画       | プロダクション・アイジー            | 川崎逸朗          | 川崎逸朗     | 関口可奈味        |
| 44   | 2月15日         | 思い出質屋                                            | 日本アニメーション | カネイプロ                          | 小林三男          | 岡崎ゆきお   | 高田三郎          |
| 44   | 2月15日         | 三面記事太郎 〜空っぽの落し物、連続で交番に!〜        | 日本アニメーション | 陸演隊                              | 岡尾貴洋          | 岡尾貴洋     | 岡村正弘          |
| 44   | 2月15日         | もどるパラシュート                                    | 東京ムービー       | 東京キッズ                          | 大庭秀昭          | 大庭秀昭     | 松岡秀明          |
| 45   | 2月22日         | 理由のない凶器                                        | 東京ムービー       |                                     | 浜津守            | 佐土原武之   | 平山智            |
| 45   | 2月22日         | 鈴森なんでも相談所 〜正直者の出世法〜                 | 日本アニメーション | 陸演隊                              | 岡尾貴洋          | 岡尾貴洋     | 乙幡忠志          |
| 45   | 2月22日         | 温泉騒動                                              | シンエイ動画       | ベガエンタテイメント                | やすみ哲夫        | 三宅綱太郎   | 丸山宏一          |
| 45   | 2月22日         | 愛するむすこへ                                        | シンエイ動画       | ベガエンタテイメント                | 牛草健            | 牛草健       | 丸山宏一          |
| 46   | 3月1日          | 寝台特急殺人事件                                      | 東京ムービー       |                                     | 岡崎幸男          | 岡崎幸男     | 平山智            |
| 46   | 3月1日          | 三面記事太郎 バイクの後ろに乗る幽霊                   | 日本アニメーション | 陸演隊                              | 岡尾貴洋          | 岡尾貴洋     | 岡村正弘          |
| 46   | 3月1日          | 天狗の約束                                            | 日本アニメーション | シナジージャパン                    | 神戸守            | 箕ノ口克己   | 宇田川一彦        |
| 46   | 3月1日          | 呪いのバイオリン                                      | サテライト         |                                     | 阿部司            | 阿部司       | 君塚勝教          |
| 47   | 3月8日          | 異常な上司                                            | 東京ムービー       | マジックバス                        | 高橋滋春          | 高橋滋春     | 清水恵蔵          |
| 47   | 3月8日          | 当たる虫眼鏡                                          | 東京ムービー       | SSC                                 | 浜津守            | 松浦錠平     | 小田仁平          |
| 47   | 3月8日          | なんでも博物館 〜檻に入った木彫りのネズミ〜           | シンエイ動画       | ベガエンタテイメント                | やすみ哲夫        | やすみ哲夫   | 高橋昇            |
| 47   | 3月8日          | 箱入り娘                                              | 日本アニメーション | フロントライン                      | 岡尾貴洋          | 矢野博之     | 島田ヒデアキ      |
| 48   | 5月24日         | 依頼していない殺人                                    | 東京ムービー       | 東京キッズ                          | 大庭秀昭          | 大庭秀昭     | 松岡秀明          |
| 48   | 5月24日         | 鈴森なんでも相談所 〜万引きされる靴屋〜               | 日本アニメーション | 陸演隊                              | 岡尾貴洋          | 岡尾貴洋     | 乙幡忠志          |
| 48   | 5月24日         | 見張りの法被                                          | シンエイ動画       | ベガエンタテイメント                | 牛草健            | 牛草健       | 高橋昇            |
| 48   | 5月24日         | なんでも代行業                                        | 日本アニメーション |                                     | 福島一三          | 福島一三     | 平岡正幸          |
| 49   | 5月31日         | 笑わない子供                                          | シンエイ動画       | ベガエンタテイメント                | 牛草健            | 牛草健       | 丸山宏一          |
| 49   | 5月31日         | 三面記事太郎 〜ストーカー女vsチカン男〜               | 日本アニメーション | 陸演隊                              | 下田久人          | 岡尾貴洋     | 岡村正弘          |
| 49   | 5月31日         | 大地を揺らす騎士                                      | 東京ムービー       |                                     | 浜津守            | 佐土原武之   | 平山智            |
| 49   | 5月31日         | ぼくたちの卒業式                                      | シンエイ動画       | アニメーションDo 京都アニメーション | やすみ哲夫        | 山本寛       | 池田和美          |
| 50   | 6月14日         | はやくなるサングラス                                  | 東京ムービー       | マジックバス                        | 高橋滋春          | 高橋滋春     | 山沢実            |
| 50   | 6月14日         | 謎の通信販売                                          | 東京ムービー       |                                     | 浜津守            | 佐土原武之   | 平山智            |
| 50   | 6月14日         | 正直なパソコン                                        | 東京ムービー       | 東京キッズ                          | 五月女有作        | 五月女有作   | 佐藤真二          |
| 50   | 6月14日         | もどるパラシュート                                    | 東京ムービー       | 東京キッズ                          | 大庭秀昭          | 大庭秀昭     | 松岡秀明          |
| 50   | 6月14日         | ぴったりのベルト                                      | 東京ムービー       |                                     | 奥脇雅晴          | 境南寿三郎   | 平山智            |
| 51   | 7月5日          | スカイダイビング殺人事件                              | 東京ムービー       | マジックバス                        | 高橋滋春          | 高橋滋春     | 清水恵蔵          |
| 51   | 7月5日          | 鈴森なんでも相談所 〜大学教授の悩み〜                 | 日本アニメーション | 陸演隊                              | 岡尾貴洋          | 岡尾貴洋     | 乙幡忠志          |
| 51   | 7月5日          | 大出世運動会                                          | 日本アニメーション |                                     | 福島一三          | 福島一三     | 北原健雄          |
| 51   | 7月5日          | 節約するおにぎり                                      | 東京ムービー       | 岡崎幸男                            | 岡崎幸男          | 平山智       |                   |
| 52   | 7月26日         | 水難の相                                              | 日本アニメーション | 陸演隊                              | 岡尾貴洋          | 岡尾貴洋     | 乙幡忠志          |
| 52   | 7月26日         | ニッポン人の川柳 〜エレベーターで一句〜               | シンエイ動画       |                                     | やすみ哲夫        | やすみ哲夫   |                   |
| 52   | 7月26日         | 裁きの天秤                                            | シンエイ動画       |                                     | やすみ哲夫        | やすみ哲夫   |                   |
| 52   | 7月26日         | 三面記事太郎 〜漬け物の缶詰、一等賞品はダイヤモンド〜 | 日本アニメーション |                                     | 下田久人          | 下田久人     |                   |
| 52   | 7月26日         | 真夏のお葬式・ディレクターズカット版                  | シンエイ動画       |                                     | やすみ哲夫        | やすみ哲夫   |                   |
| 増刊 | 8月16日         | 流血鬼                                                | シンエイ動画       | ベガエンタテイメント                | 牛草健            | 牛草健       | 丸山宏一          |
| 増刊 | 8月16日         | 十万本の矢                                            | 日本アニメーション | シナジージャパン                    | 箕ノ口克己        | 箕ノ口克己   | 我妻宏            |
| 増刊 | 8月16日         | 作戦ネーム電柱                                        | シンエイ動画       |                                     | 鹿島典夫          | やすみ哲夫   | 岡山太郎          |
| 53   | 8月16日         | 距離をつめる男                                        | シンエイ動画       | ベガエンタテイメント                | やすみ哲夫        | やすみ哲夫   | 嶋津郁雄          |
| 53   | 8月16日         | 私が好きになった人は必ず不幸に…                       | サテライト         |                                     | 阿部司            | 阿部司       | 君塚勝教          |
| 53   | 8月16日         | 三面記事太郎 〜仙台までタダ乗りした有名人〜           | 日本アニメーション | 陸演隊                              | 下田久人          | 下田久人     | 岡村正弘          |
| 53   | 8月16日         | 当たりつき切符                                        | 日本アニメーション |                                     | 福島一三          | 福島一三     | 平岡正幸          |
| 54   | 8月30日         | 究極の密輸                                            | サテライト         | 矢野博之                            | 日巻裕二          | 君塚勝教     |                   |
| 54   | 8月30日         | 美人のシャワー                                        | 東京ムービー       | 東京キッズ                          | 大庭秀昭          | 大庭秀昭     | 松岡秀明          |
| 54   | 8月30日         | 母が残したアルバム                                    | シンエイ動画       | 京都アニメーション                  | やすみ哲夫        | 山本寛       | 池田和美          |
| 55   | 9月6日          | 不思議な病気                                          | シンエイ動画       | ベガエンタテイメント                | やすみ哲夫        | やすみ哲夫   |                   |
| 55   | 9月6日          | 鈴森なんでも相談所 ~兄弟の自転車~                     | 日本アニメーション | 陸演隊                              | 岡尾貴洋          | 岡尾貴洋     |                   |
| 55   | 9月6日          | ドケチくらべ                                          | シンエイ動画       | ベガエンタテイメント                | やすみ哲夫        | 三宅綱太郎   |                   |
| 55   | 9月6日          | 三面記事太郎 ~空から降ってきた男~                     | 日本アニメーション |                                     | 下田久人          | 下田久人     |                   |
| 55   | 9月6日          | 醜い美人                                              | スタジオぴえろ     |                                     | 案納正美          | 大西景介     |                   |
| 56   | 9月13日         | 謎の天才腹話術師                                      | 東京ムービー       | マジックバス                        | 高橋滋春          | 高橋滋春     | 清水恵蔵          |
| 56   | 9月13日         | 操られたモーターボート                                | 東京ムービー       |                                     | 浜津守            | 岡崎幸男     | 平山智            |
| 56   | 9月13日         | 長い箸                                                | シンエイ動画       | ベガエンタテイメント                | やすみ哲夫        | やすみ哲夫   | 丸山宏一          |
| 56   | 9月13日         | きびしい出席簿                                        | 東京ムービー       | 東京キッズ                          | 飯島正勝          | 飯島正勝     | 松岡秀明          |

## 歴代エンディングテーマ
- マイ・ギフト・イズ・ユー（ピーボ・ブライソン＆ウェンディ・モートン）
- マフユノハナビ（石嶺聡子）
- 窓の外はモノクローム（ZARD）
- 東京（大葉るか）
- Love 〜いつまでもオンジェ・カジナ〜（S.E.S）
- Lovin' you（S.E.S）
- True story but･･･（OSTY）

## ネット局
| 放送対象地域   | 放送局                    | 系列                           | 放送日時           |
| -------------- | ------------------------- | ------------------------------ | ------------------ |
| 関東広域圏     | 日本テレビ（NTV） 制作局  | 日本テレビ系列                 | 木曜 19:00 - 20:54 |
| 北海道         | 札幌テレビ（STV）         | 日本テレビ系列                 | 木曜 19:00 - 20:54 |
| 青森県         | 青森放送（RAB）           | 日本テレビ系列                 | 木曜 19:00 - 20:54 |
| 岩手県         | テレビ岩手（TVI）         | 日本テレビ系列                 | 木曜 19:00 - 20:54 |
| 宮城県         | ミヤギテレビ（MMT）       | 日本テレビ系列                 | 木曜 19:00 - 20:54 |
| 秋田県         | 秋田放送（ABS）           | 日本テレビ系列                 | 木曜 19:00 - 20:54 |
| 山形県         | 山形放送（YBC）           | 日本テレビ系列                 | 木曜 19:00 - 20:54 |
| 福島県         | 福島中央テレビ（FCT）     | 日本テレビ系列                 | 木曜 19:00 - 20:54 |
| 山梨県         | 山梨放送（YBS）           | 日本テレビ系列                 | 木曜 19:00 - 20:54 |
| 新潟県         | テレビ新潟（TeNY）        | 日本テレビ系列                 | 木曜 19:00 - 20:54 |
| 長野県         | テレビ信州（TSB）         | 日本テレビ系列                 | 木曜 19:00 - 20:54 |
| 静岡県         | 静岡第一テレビ（SDT）     | 日本テレビ系列                 | 木曜 19:00 - 20:54 |
| 富山県         | 北日本放送（KNB）         | 日本テレビ系列                 | 木曜 19:00 - 20:54 |
| 石川県         | テレビ金沢（KTK）         | 日本テレビ系列                 | 木曜 19:00 - 20:54 |
| 福井県         | 福井放送（FBC）           | 日本テレビ系列／テレビ朝日系列 | 木曜 19:00 - 20:54 |
| 中京広域圏     | 中京テレビ（CTV）         | 日本テレビ系列                 | 木曜 19:00 - 20:54 |
| 近畿広域圏     | 読売テレビ（ytv）         | 日本テレビ系列                 | 木曜 19:00 - 20:54 |
| 鳥取県・島根県 | 日本海テレビ（NKT）       | 日本テレビ系列                 | 木曜 19:00 - 20:54 |
| 広島県         | 広島テレビ（HTV）         | 日本テレビ系列                 | 木曜 19:00 - 20:54 |
| 山口県         | 山口放送（KRY）           | 日本テレビ系列                 | 木曜 19:00 - 20:54 |
| 徳島県         | 四国放送（JRT）           | 日本テレビ系列                 | 木曜 19:00 - 20:54 |
| 香川県・岡山県 | 西日本放送（RNC）         | 日本テレビ系列                 | 木曜 19:00 - 20:54 |
| 愛媛県         | 南海放送（RNB）           | 日本テレビ系列                 | 木曜 19:00 - 20:54 |
| 高知県         | 高知放送（RKC）           | 日本テレビ系列                 | 木曜 19:00 - 20:54 |
| 福岡県         | 福岡放送（FBS）           | 日本テレビ系列                 | 木曜 19:00 - 20:54 |
| 長崎県         | 長崎国際テレビ（NIB）     | 日本テレビ系列                 | 木曜 19:00 - 20:54 |
| 熊本県         | くまもと県民テレビ（KKT） | 日本テレビ系列                 | 木曜 19:00 - 20:54 |
| 鹿児島県       | 鹿児島読売テレビ（KYT）   | 日本テレビ系列                 | 木曜 19:00 - 20:54 |

## スタッフ
- 企画・総監修：五味一男
- 演出/ディレクター：瓜生健、松井昂史、鈴木豊人、小沢太郎、舟澤謙二、中西健、永井英樹、天野雅洋（天野→以前はAP►制作進行）、宮部智泰
- ディレクター：石尾純、森下徹、横島昌子（横島→以前は制作進行）、富田洋司、小江翼（小江→以前はAD►制作進行）
- 構成：本末恵理子、狩野秀樹、森和盛、兼上頼正/浜田悠
- ナレーター: 政宗一成、野田圭一、石塚運昇、西村知道、小林清志、小川真司、岸野一彦、荘真由美、島本須美、石森達幸、大塚周夫、銀河万丈、柴田秀勝、鈴木弘子、高島雅羅、麦人、達依久子他
- TM：伊東聡
- SW：高梨正利、米田博之
- カメラ：中川昭生、三井隆裕
- 音声：大島康彦、中村宏美
- 照明：関仁、中瀬有紀、坂口尚真
- 調整：山口考志、佐藤満、大島康彦、今野健
- 音効：村田好次・室加徳彦（佳夢音）
- 編集：今村慎・高橋亮・林田道哉・斎藤哲夫・奥田康夫（Omnibus japan）
- MA：轉石裕治（Omnibus japan）
- 美術プロデューサー：鈴木喜勝
- デザイン：道勧英樹
- 美術協力：日本テレビアート
- 装置：佐藤正男
- 装飾：米山幸市
- 電飾：稲葉光宣
- オブジェ：和田修吾
- スタイリスト：藤原聡美、倉富勇人
- ヘアメイク：近藤ゆみえ
- 広報：立柗典子
- 調査：白石大海
- ライツ：三木聖哲、松村泰行、芦田健司、小林将高
- TK：伊藤千春
- 制作進行：松原紀子
- 演出補：小松正樹、石橋照久、萩原哲也、澤山政克、金澤麻樹、根深真智子
- デスク：若松七重
- アニメプロデューサー：大島満（バップ）、松元理人・水沼健二（東京ムービー）、増子相二郎・齋藤敦・渋谷いずみ（シンエイ動画）、早船健一郎（日本アニメーション）、佐藤道明・定山敬（サテライト）他
- 音響監督：明田川進、山田智明、西村朋紘、大熊昭、小林克良、早瀬博雪、春日一伸/高橋秀雄他
- 協力：創輝、モスキート、日本テレビエンタープライズ
- プロデューサー：森實陽三、中谷敏夫、篠崎幸生
- チーフプロデューサー：吉田真
- 制作協力：シンエイ動画、東京ムービー、日本アニメーション、Vap、サテライト
- 製作著作：日本テレビ

### 過去のスタッフ
- 構成：鈴木康弘、広田光毅、曽谷弘幸、上野耕平、荒井宏彰、龍田力、清水友佳子
- TM：鈴木康介
- カメラ：玉木政成
- スタイリスト：今井文子
- ヘアメイク：小泉尚子、近藤裕美
- 広報：片岡英彦
- 調査：木村登志子
- 制作進行：白石綾子
- デスク：知識満美子
- AP：相澤英里（以前はデスク）
- AD：中山大司、佐谷直子、高木紫音、宮村明、波塚康司、井上伸正、合田達矢
- 総合コーディネーター：斎藤寿（以前はAP）
- プロデューサー：神蔵克、大武智治、垂水保貴（垂水→以前はディレクター）
- チーフプロデューサー：佐野讓顯

※五味や佐野など、開始当初は前番組・マジカル頭脳パワー!!から引き続き同じスタッフで作られていた。

## 映像ソフト
VHS版としてリリースされ、発売元はいずれもバップ。現在は全て廃盤となっており、入手は困難となっている。DVD版・Blu-ray版はリリースされていない。
- 週刊ストーリーランド ベストセレクション①（2001年7月、品番：VPVY-66811） - 収録作品：「使えないライター」「静かな毒の死体」「季節はずれのクリスマス」「天国からのビデオレター・ディレクターズカット完全版」[5]
- 週刊ストーリーランド ベストセレクション②（2001年7月、品番：VPVY-66812） - 収録作品：「すすんでる帽子」「天才ゴキブリ登場」「大金の誘惑」「約束した参観日」[6]
- 週刊ストーリーランド ベストセレクション③（2001年7月、品番：VPVY-66813） - 収録作品：「呪いの銃弾」「三つの願い」「奪われた宝くじ」「お父さんの靴」[7]

## ノベライズ
- 鈴木俊介『天国からのビデオレター : 週刊ストーリーランド傑作選』（日本テレビ放送網、2001年3月、ISBN 978-4820397724）[8] - 「こわれた土偶」「帰ってきた侍」「出世食堂」「私になりたい女」「天国からのビデオレター」の5作品をノベライズしたもの。

## その他
- 日本テレビの公式サイトでは第20回だけ欠番になっていた[9]。第20回は上記の概要節にあるように、それ以前に放送された6作品のストーリーを一部変更・追加して再編集した話を放送した回である（この回のみ日曜日の放送）。